# Atletica leggera ai Giochi della X Olimpiade - Salto con l'asta

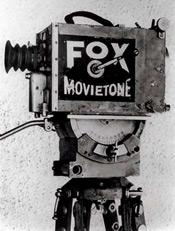
Video della Finale (prima ci sono i 110 h e i 200 metri)

La competizione del salto con l'asta di atletica leggera ai Giochi della X Olimpiade si tenne il 3 agosto 1932 al Memorial Coliseum di Los Angeles.

## L'eccellenza mondiale
| Primatista europeo      | 4,25 1925 | Charles Off    | Ritirato |
| Vincitore selezioni USA | 4,37      | William Graber | Presente |

Durante la stagione l'americano William Graber porta il record del mondo a 4,30. Ai Trials si migliora ancora saltando 4,37. È il grande favorito.

## Risultati

### Turno di qualificazione
Gli otto atleti iscritti sono ammessi direttamente alla finale.

### Finale
Il primatista mondiale si ferma a 4,15, lasciando via libera gli altri due americani e al giapponese Nishida. Bill Miller vince saltando 4,315 al terzo tentativo, con cui stabilisce il nuovo record olimpico.
Nishida tocca l'asticella col petto nella fase di atterraggio ed è d'argento. Il giapponese comunque può essere soddisfatto di se stesso: era arrivato ai Giochi con un personale di 4,15.
| Pos.    | Atleta           | Età | Nazione     | Misura |
| ------- | ---------------- | --- | ----------- | ------ |
| Oro     | Bill Miller      | 19  | Stati Uniti | 4,315  |
| Argento | Shūhei Nishida   | 22  | Giappone    | 4,300  |
| Bronzo  | George Jefferson | 22  | Stati Uniti | 4,200  |
| 4       | Bill Graber      | 21  | Stati Uniti | 4,150  |
| 5       | Shizuo Mochizuki | 22  | Giappone    | 4,000  |
| 6       | Lúcio de Castro  | 21  | Brasile     | 3,900  |
| 7       | Peter Clentzos   | 23  | Grecia      | 3,750  |
| -       | Carlos Nelli     | 29  | Brasile     | NM     |